# Pierre Cartellier
Pierre Cartellier ou Cartelier ou encore Carteixier, né le 2 décembre 1757 à Paris et mort le 12 juin 1831 à Paris, est un orfèvre et sculpteur néo-classique français.

## Biographie
Né de parents pauvres, Pierre Cartellier devient le 19 mai 1810 membre de l'Institut, occupant le fauteuil 17 de la section sculpture de la quatrième classe (beaux-arts), laissé vacant par le décès d'Antoine Denis Chaudet survenu le 18 du mois précédent.
Nommé professeur à l’École des beaux-arts de Paris le 14 août 1816, il succède à Philippe-Laurent Roland (1746-1816). Il a — entre autres — comme élèves Jean-Baptiste Beaumont (vers 1768-1852), François Rude (1784-1855) et Jean-Baptiste Vietty (1787-1842). Après sa mort, Jules Ramey (1796-1852) le remplace à partir de 1832.

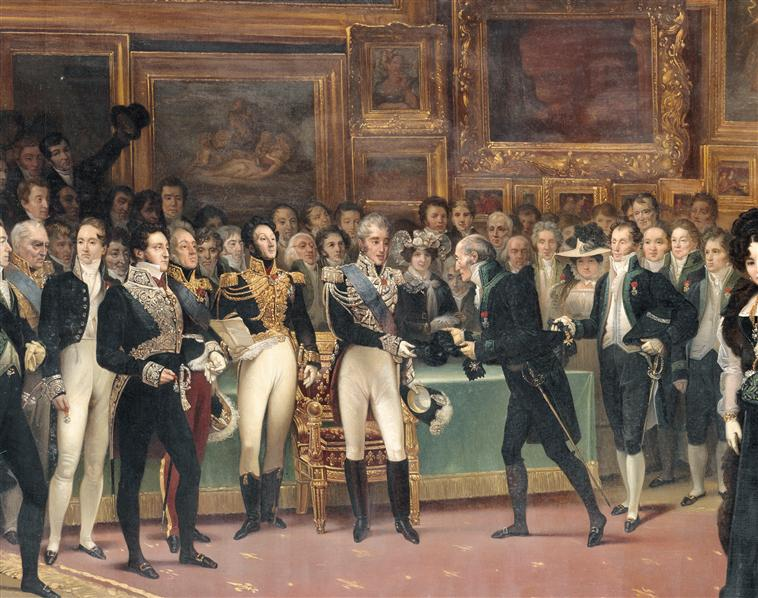
Ronjat, d'après François-Joseph Heim, Distribution des récompenses aux artistes à la fin du salon de 1824, le 15 janvier 1825 : Charles X remet l'ordre de Saint-Michel à Cartellier, 1892, château de Versailles.

Pierre Cartellier meurt le 12 juin 1831 « en sa maison, rue de l'Est, no 7 (voir : boulevard Saint-Michel no 115)», paroisse Saint-Sulpice, laissant Angélique-Geneviève, née Richard, sa veuve, leur fille aînée Julie-Angélique Cartellier (1795-1842), mariée au sculpteur Louis Petitot (1794-1862) et un petit-fils prénommé Jules. Il est inhumé deux jours plus tard, le 14 juin 1831 dans la 53e division du cimetière du Père-Lachaise à Paris à côté de sa fille cadette Alexandrine-Françoise-Charlotte Cartellier (1806-1825), dite Fanny, qui avait épousé le peintre François-Joseph Heim (1787-1865). Le discours des funérailles est prononcé par son ami Toussaint-Bernard Émeric-David (1755-1839), membre de l'Académie des inscriptions et belles-lettres. 
La sépulture a été complétée par un monument funéraire due à Louis Petitot, gendre du défunt. L'œuvre comporte une statuette en marbre exécutée par Philippe Joseph Henri Lemaire (1798-1880) intitulée La Gloire. L'ensemble fait l'objet d'une mesure de protection au titre des monuments historiques depuis le 25 janvier 1990. 
Quatremère de Quincy a donné une Notice sur sa vie et ses ouvrages.

## Distinctions
- 1808 : Chevalier de l'ordre de la Légion d'honneur
- 1824 : Chevalier de l'ordre de Saint-Michel

## Œuvres
- 1800 : La Vigilance et La Paix (1800), bas-reliefs, pierre, Paris, palais du Luxembourg, façade sur la rue de Vaugirard, pavillons latéraux.
- 1800-1805 : Portrait du comte Maurice de Saxe, maréchal de France (1696-1750) (1800-1805), buste en Hermès, marbre, Versailles, châteaux de Versailles et de Trianon.
- 1806-1807 : Napoléon-Charles, fils aîné de la reine Hortense, buste en marbre entouré d’une couronne de laurier en bronze doré, Aix-les-Bains, musée Faure.
- 1808 : Portrait de Louis Bonaparte, roi de Hollande (1778-1846) (1808), buste, marbre, Versailles, châteaux de Versailles et de Trianon.
- 1810 : Louis Bonaparte, roi de Hollande, représenté en Grand Connétable (1778-1846) (Salon de 1810), statue en pied plus grande que nature, marbre, Versailles, châteaux de Versailles et de Trianon.
- 1810 : La Victoire sur un quadrige distribue des couronnes, bas-relief, pierre, Paris, colonnade du Louvre, tympan du portail central.
- 1810 : Achèvement de l'œuvre d'Antoine-Denis Chaudet, L'Amour ou L'Amour prenant un papillon (1763-1810), statue, marbre, Paris, musée du Louvre.
- 1811 : Nicolas Dalayrac, buste du compositeur, installé au foyer de l'Opéra-Comique le 30 mai 1811.
- 1813 : Napoléon Ier, empereur des Français (1769-1821), statue en pied plus grande que nature, marbre, Versailles, châteaux de Versailles et de Trianon.
- 1817 : Louis XIV, statue équestre, bronze, Versailles, châteaux de Versailles et de Trianon, cour d'honneur : œuvre achevée par Louis Petitot qui réalisa le roi ; seul, le cheval était fondu à la mort de Cartellier.
- 1818 : Louis XV pour la place Royale de Reims (1818).
- 1819 : Jean-Charles Pichegru, général en chef (1761-1804) (Salon de 1819), statue en pied plus grande que nature, marbre, Versailles, châteaux de Versailles et de Trianon.
- 1822 : Minerve frappant la terre de son javelot fait naître l'olivier, statue en pied plus grande que nature, marbre, Versailles, châteaux de Versailles et de Trianon.
- Pierre Victurnien Vergniaud, homme politique (1753-1793), statue en pied plus grande que nature, plâtre, Versailles, châteaux de Versailles et de Trianon.
- La Capitulation d'Ulm, bas-relief, marbre, Paris, arc de triomphe du Carrousel, à l'est, du côté du musée du Louvre.
- Vivant Denon, statue, bronze, tombe de Vivant Denon, Paris, cimetière du Père-Lachaise.
- Sous la direction de l’architecte Louis-Martin Berthault, Tombeau de Joséphine de Beauharnais, Rueil-Malmaison.
- Monument au général Valhubert à Avranches.
- D'après Guillaume Coustou, Louis XIV du Louis XIV équestre en costume romain entre la Prudence et la Justice (1735), bas-relief, pierre, Paris, hôtel des Invalides, fronton de la façade
- Aristide, statue.
- Jeunes filles de Sparte dansant devant un autel de Diane, bas-relief, musée des Antiques[Lequel ?].
- La Pudeur, château de la Malmaison.

## Galerie

Œuvres de Pierre Cartellier
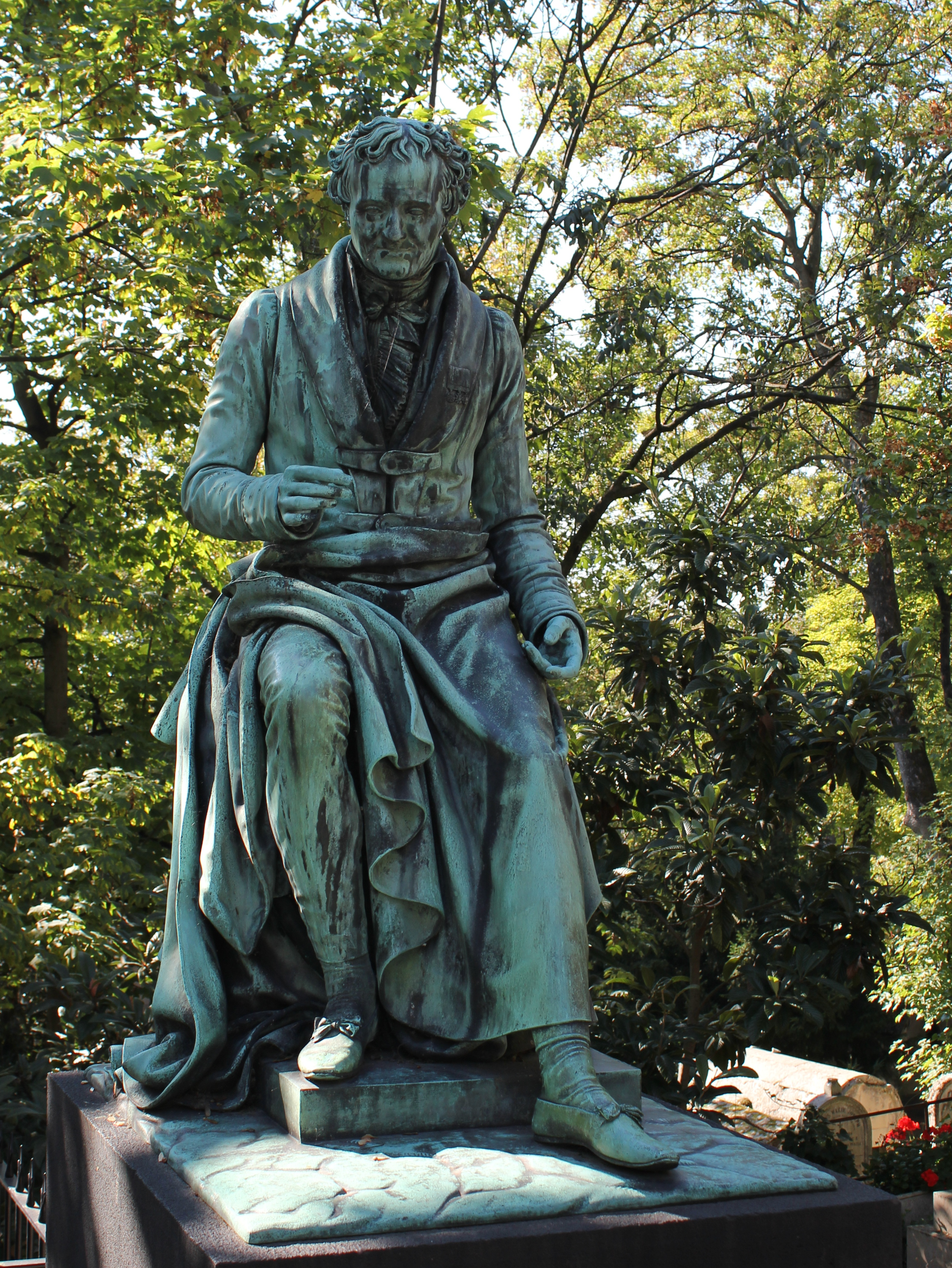
Tombe de Vivant Denon, Paris, cimetière du Père-Lachaise.
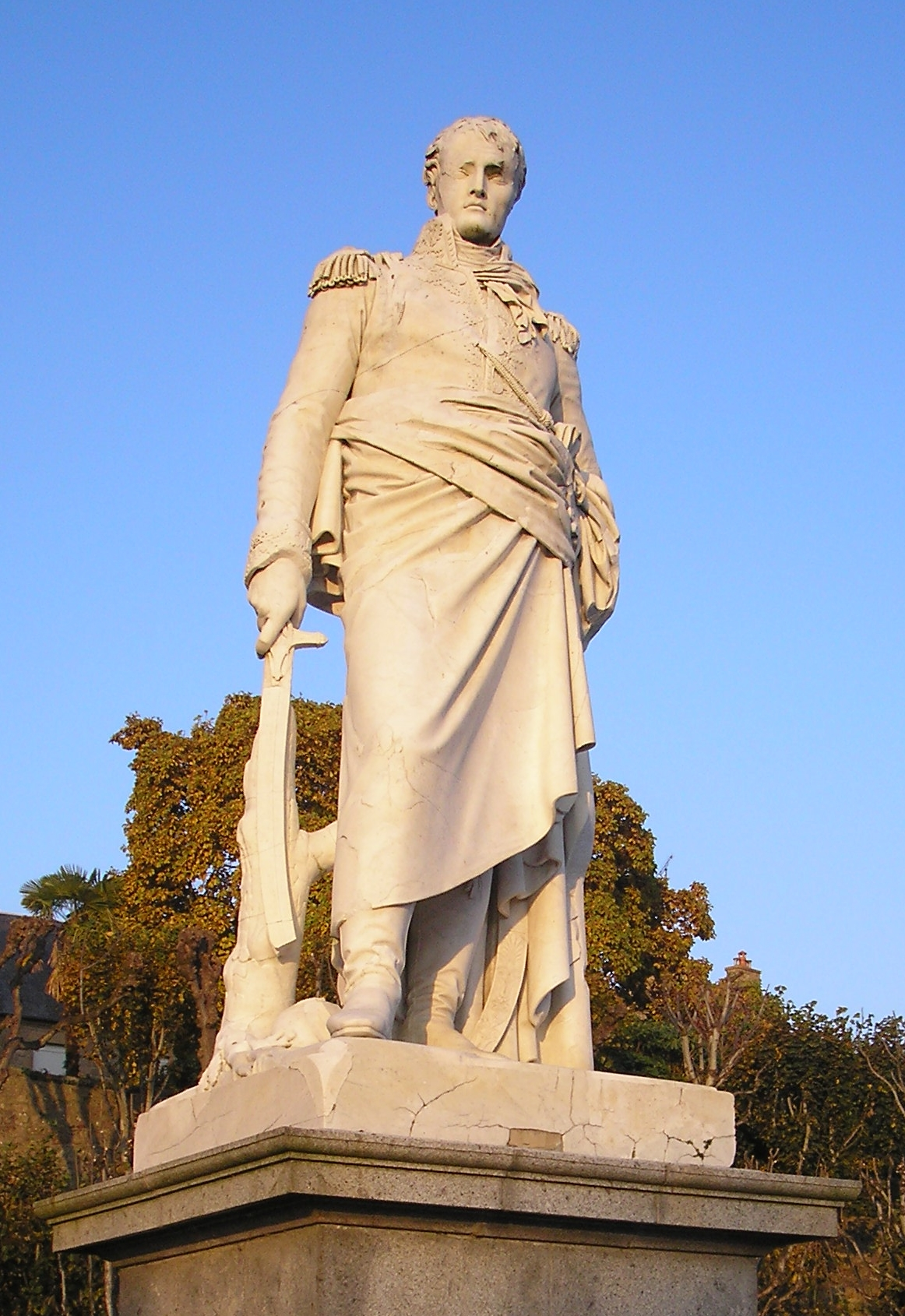
Monument au général Valhubert à Avranches.
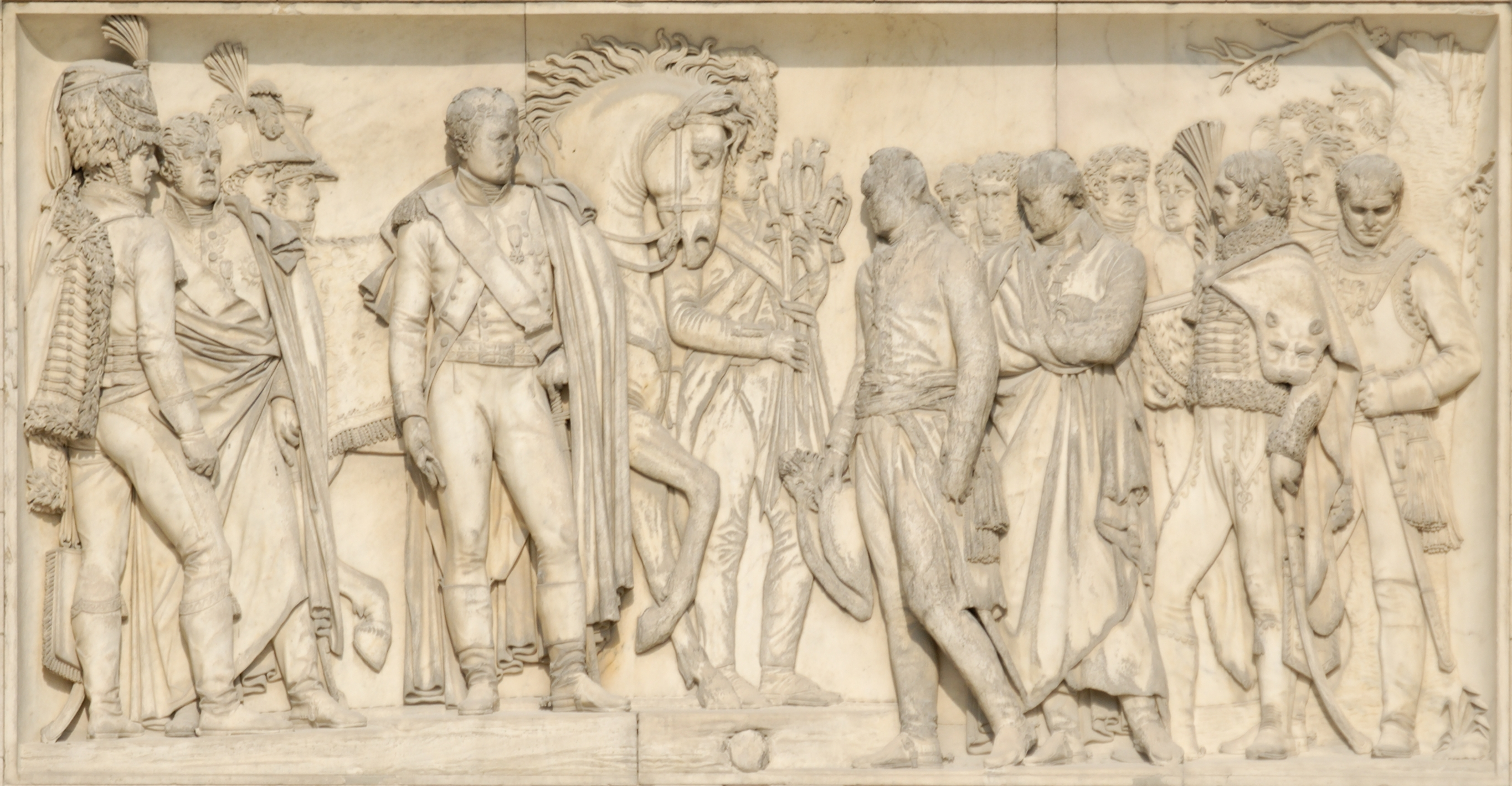
La Capitulation d'Ulm, bas-relief de l'arc de Triomphe du Carrousel à Paris.

## Élèves
- Louis-Denis Caillouette[5] (1790-1868), en 1819[6]
- Théophile Caudron[5] (1805-1848)
- Alexis-Joseph Depaulis[5] (1790-1867)
- Antoine Desboeufs[5] (1793-1862) — grand prix de gravure en pierres fines de l'Institut 1814
- Abel Dimier[5] (1794-1864), en 1817 ; 2e grand prix de sculpture 1816, 1er grand prix 1819
- Joseph-François Domard[5] (1792-1858), graveur en médailles
- Auguste Dumont[5] (1801-1884) — 2e prix de sculpture 1821, 1er grand prix de Rome 1823
- Ferret, en 1817[réf. nécessaire]
- Pierre-Sébastien Guersant[5] (1789-?), en 1806[7]
- François Lanno[5] (1800-1871) — 2e prix de sculpture 1825, 1er grand prix de Rome 1827
- Charles François Lebœuf[8] (1792-1865), dit Nanteuil ou Nanteuil-Lebœuf — grand prix de Rome en 1817[5]
- Philippe Henri Lemaire[5] (1798-1880), en 1819 — 2e grand prix de Rome 1819, 1er grand prix 1821
- Louis-Parfait Merlieux (1796-1855), en 1819
- Louis Petitot[5] (1794-1862) — 2e grand prix de sculpture 1813, prix de Rome 1814
- Jules Ramey (1796-1852)
- Jean-Baptiste Roman[5] (1792-1835) — 2e grand prix de sculpture 1812, 1er grand prix de Rome 1816, pensionnaire
- Louis-Alexandre Romagnesi[9] (1776-1852)
- François Rude (1784-1855) — prix de Rome 1812[5]
- Bernard Seurre[5] (1795-1867), dit l'aîné, en 1817 — grand prix de sculpture de l'Institut 1818
- Charles Émile Seurre[5] (1798-1858, frère puiné de Bernard Seurre), en 1817 — prix de Rome 1824
- Jean-Baptiste Vietty (1787-1842)

### Iconographie

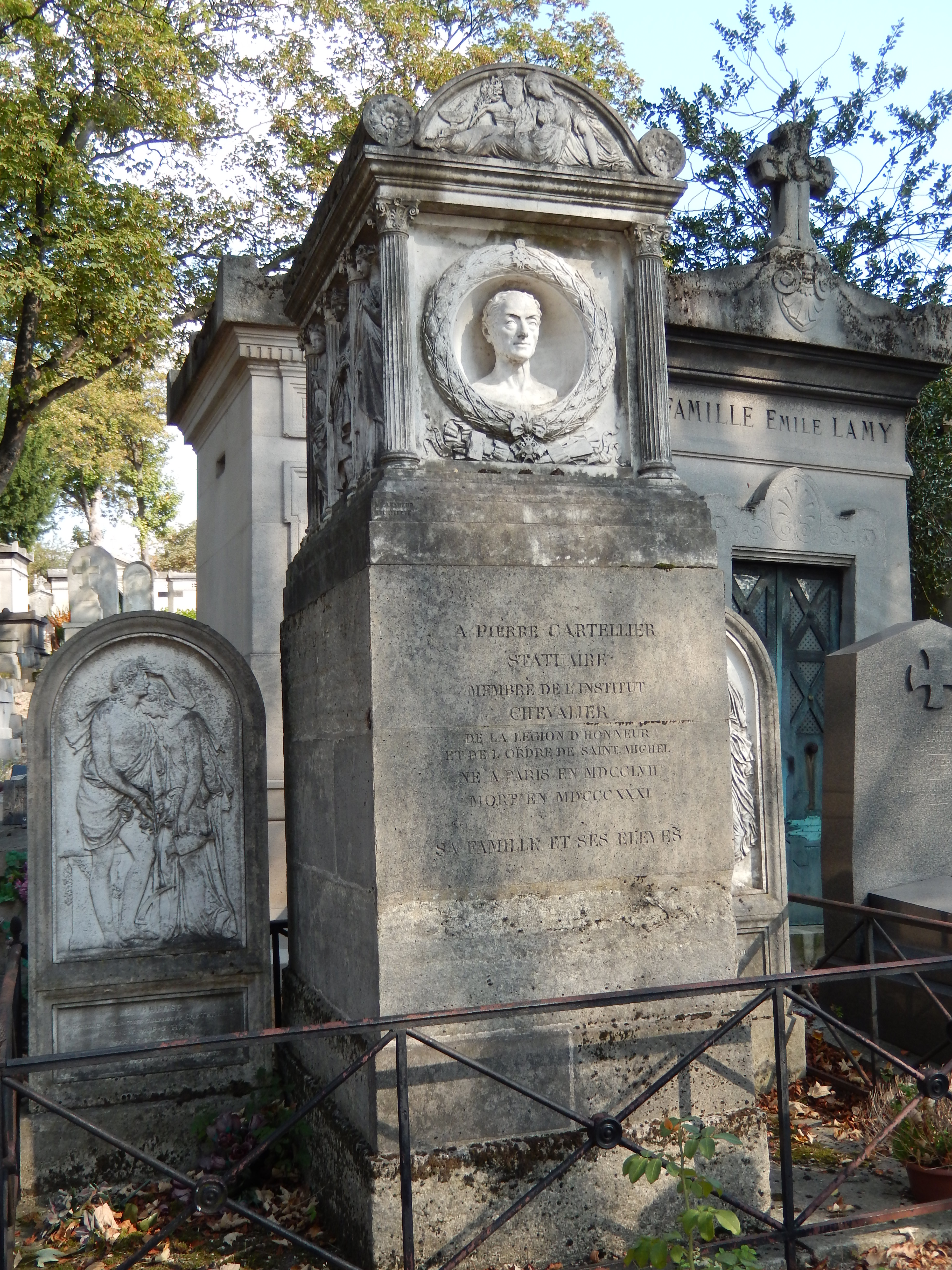
Tombe de Pierre Cartellier, Paris, cimetière du Père-Lachaise (division 53).

- Une médaille posthume à son effigie a été réalisée par le graveur Joseph-François Domard, son élève. Un exemplaire en est conservé à Paris au musée Carnavalet (ND 220).
- Louis Léopold Boilly, Cartellier, Pierre (1757-1831). Académie des Beaux-arts, sculpteur, dessin aquarellé, in Album de 73 portraits-charge aquarellés, Paris, bibliothèque de l'Institut.